# Cubiro
Cubiro es un pueblo Venezolano ubicado en el municipio Jiménez del Estado Lara. Se encuentra a 57 km al sur de Barquisimeto. Es una de las poblaciones más antiguas de Venezuela.
Cubiro fue fundada el 20 de diciembre de 1546 por Diego de Losada, quién fue también fundador de Caracas en 1567.
Entre sus atractivos turísticos están Las Lomas de Cubiro, La Cueva de los Carraos, el Parque el Higuerón y la Iglesia de San Miguel de Arcángel, donde se dice fue enterrado Diego de Losada, quien falleció en esta localidad. También pueden visitarse la Casa Cultural -Unión de Artesanos, Capilla Santa Rosalía, la dulcería de Miguelina, la dulcería de Menita, las montañas y el  Valle de Quíbor 
El día 4 de septiembre de cada año se celebra la procesión de la imagen de Santa Rosalía de Palermo.
Es un lugar interesante de visitar debido a que su ubicación estratégica en la región centro-occidental de Venezuela le provee de variados y contrastantes escenarios naturales que van desde las montañas andinas del sureste (municipios Morán, Jiménez y Andrés Eloy Blanco) del estado hasta los áridos paisajes del centro norte (municipios Crespo, Urdaneta, Torres) y la depresión llanera del suroeste (municipios Simón Planas y Palavecino). Todo esto hace que las temperaturas sean tan variables como los diferentes climas que en esta entidad coexisten. 
El clima de esta población suele ser muy fresco tomando en cuenta su altitud sobre el nivel del mar.

## Enlaces
Cubiro, en Pueblos de Venezuela, con diversas fotos
- Datos: Q1142951
- Multimedia: Cubiro / Q1142951